# 元威
元威（538年—590年5月24日），字智威，代郡桑乾县（今山西省朔州市山阴县）人，追尊魏昭成帝拓跋什翼犍的后裔，北周、隋朝官员。

## 生平
元威虚龄十八时被征召担任晋荡公宇文护的参军事，很快加亲信都督。天和三年（568年），元威出任司媒上士，总摄蒲津关事务。当时北周和北齐对峙，双方互相派出使者，元威接待使者从未失礼，很快补任大都督，出任河东郡太守，封潞县开国子，食邑四百户。大象元年（579年），元威出任幽州总管府司录，很快升任总管府长史，仪同大将军。开皇元年（581年），元威出任幽州镇将．很快又出任范阳郡太守兼任屯田总监事，又出任广宗公李崇行军总管长史，赵郡公阴罗云行军总管司马，再出任东北道行台元帅府司马，爵位升为伯爵。元威又出任河北道大使，寿州总管府司马。开皇十年四月十五日（590年5月24日），元威在寿州去世，虚岁五十三。开皇十一年岁次辛亥十一月己卯朔七日乙酉（591年11月28日）葬于大兴之小陵原，仁寿元年十月二十八日（601年11月28日）与夫人于宜容合葬于咸阳洪渎川。

## 墓葬
2008年至2010年，陕西省考古研究院和咸阳市文物考古研究所组成联合考古队，在配合西安咸阳国际机场二期扩建工程建设中发掘古代墓葬300余座，其中隋墓4座。元威夫妇墓位于陕西省咸阳市渭城区底张镇布里村北500米处，北距西蒋村约700米（北纬34°26’3l”，东经108°44’47”)，考古出土陶俑28件、陶模型明器2件、瓷器7件，陶器10件、铜铁器若干，元威夫妇墓志各一合。

## 家庭

### 曾祖
- 拓跋突六拔，北魏羽真、殿中尚书、散骑常侍、临胪公，谥号恭王[1]

### 祖父
- 元安周，平北将军、上洛郡太守、京兆尹[1]

### 父亲
- 拓跋普贤，镇西大将军、恒州刺史[1]

### 夫人
- 于宜容，西魏散骑常侍、武卫将军、开府、丹州刺史、丰川公于义之女，封长平郡君[1]